# Ispica
Ispica település Olaszországban, Szicília régióban, Ragusa megyében. Lakosainak száma 16 253 fő (2023. január 1.). Ispica Modica, Pachino, Rosolini, Noto és Pozzallo községekkel határos.

## Fekvése
Ragusától délkeletre, egy mészkősziklaplatón fekvő település. Szomszédos települések: Modica, Noto (SR), Pachino (SR), Pozzallo és Rosolini (SR)

## Története

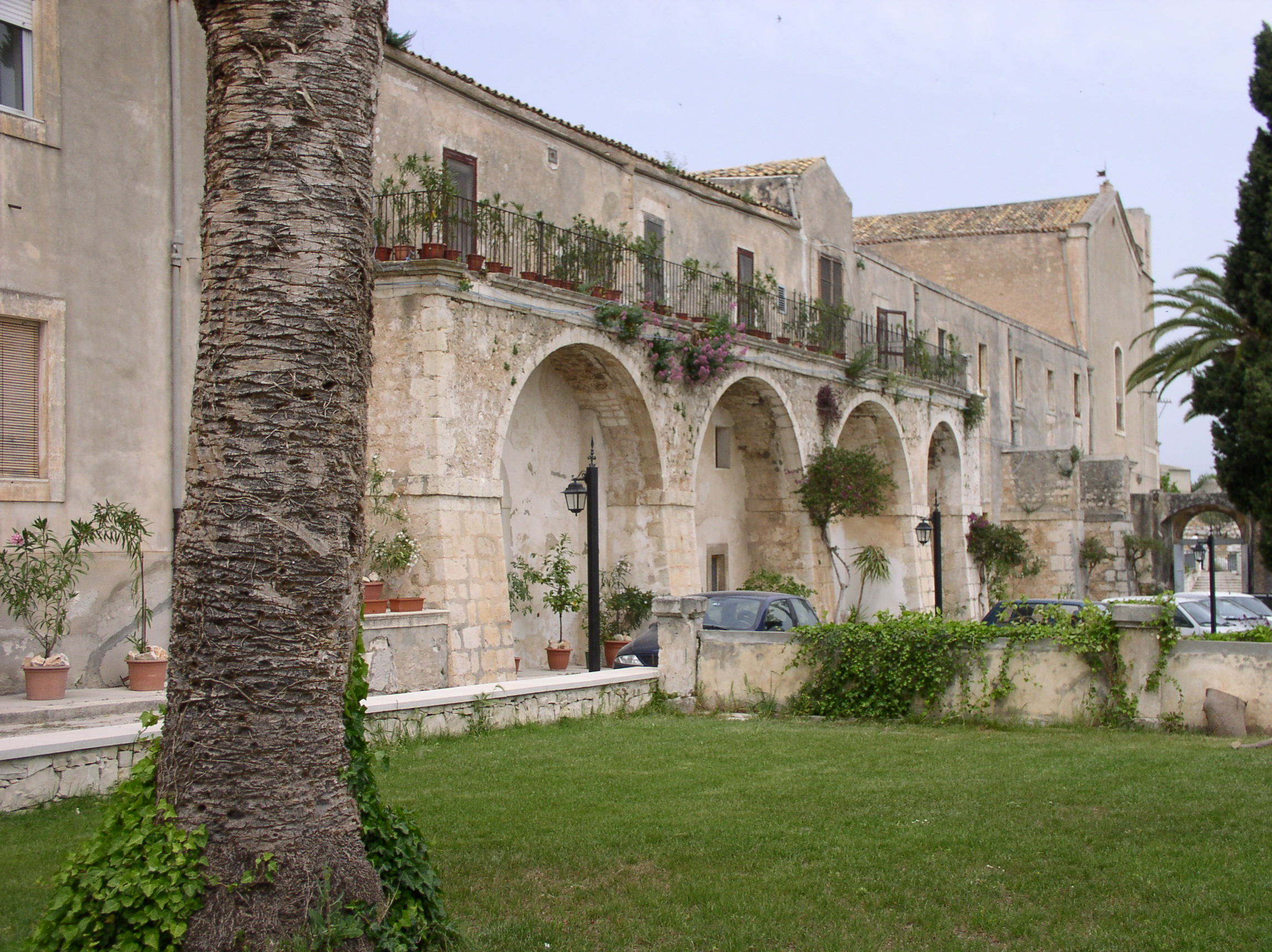
Convento del Gesù

Ispica és környéke már az őskorban is lakott helynek számított az itt napvilágra került leletek alapján. A települést a középkorban a normannok kibővítették, majd 1693-ban egy földrengés elpusztította, de később újjáépítették. 1935-ig a város neve Spaccaforno volt.
Az Ispica folyó mellett fekvő település a Canicattì-Syracuse vasútvonal mentén található, lakossága főleg a mezőgazdaságban és az élelmiszeriparban, konzervgyárakban dolgozik.

## Nevezetességek
- Santa Maria Maggiore templom – figyelemre méltó főoltára és Vito D'Anna által festett freskói.
- San Bartolomeo székesegyház –  a 18. században épült.
- Bruno Belmonte palota
- Városháza – Ernesto Basile által épített szecessziós épület
- Parco della Forza régészeti park, amely az ősi Spaccaforno város körül található
- Cava d'Ispica – mély mészkő szurdok barlangokkal a várostól 10 km-re található. A 12 km hosszú sziklaszurdok, benne dús növényzet rejtette barlanglakások, bizánci barlangkápolna kifakult faliképeivel, valamint ókeresztény sziklasírok, egy valamikor virágzó település megannyi jelével.

## Itt születtek, itt éltek
- Corrado Lorefice – (született 1962-ben), katolikus pap, palermói érsek

## Galéria

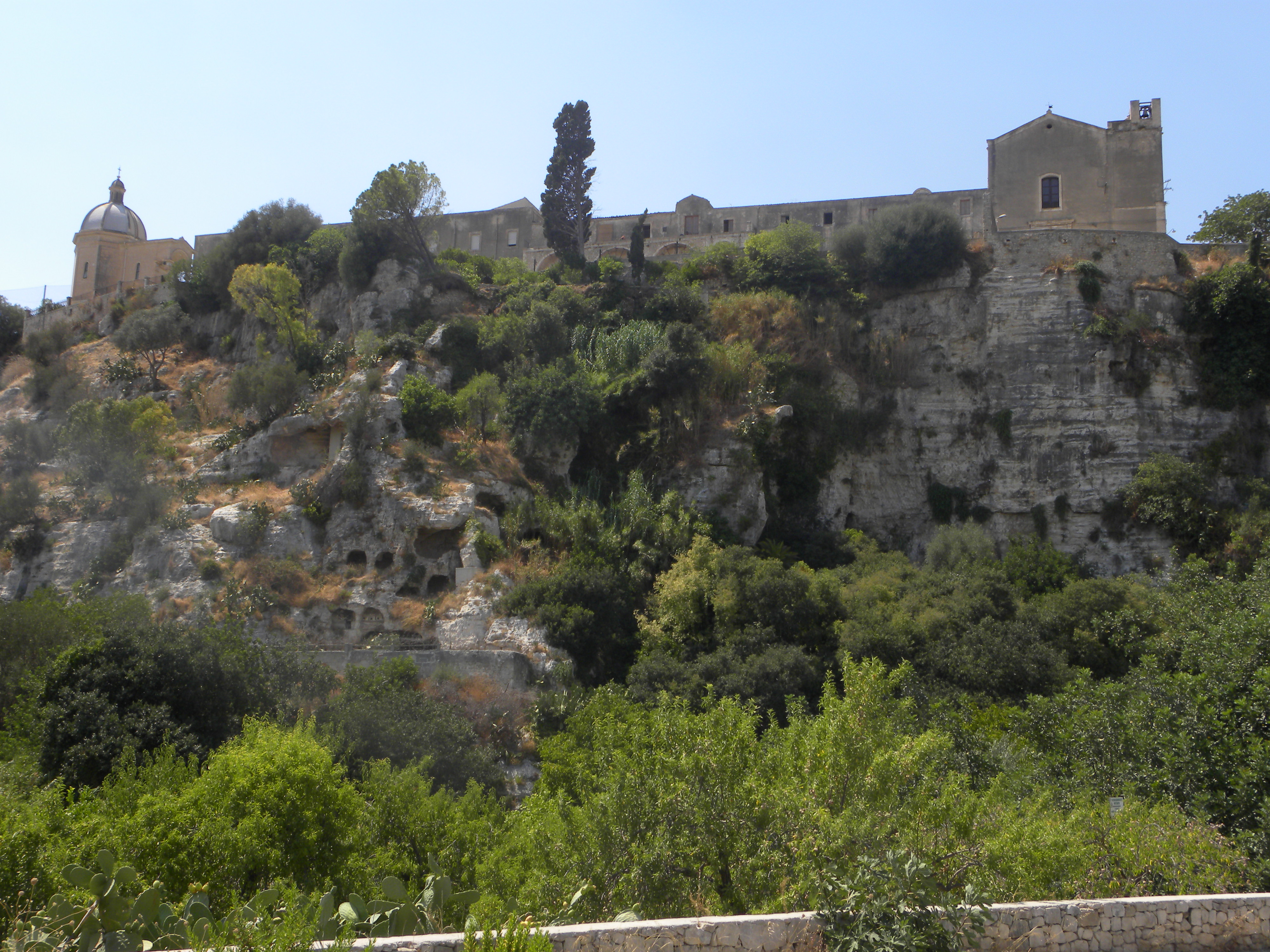
Convento Santa Maria del Gesù
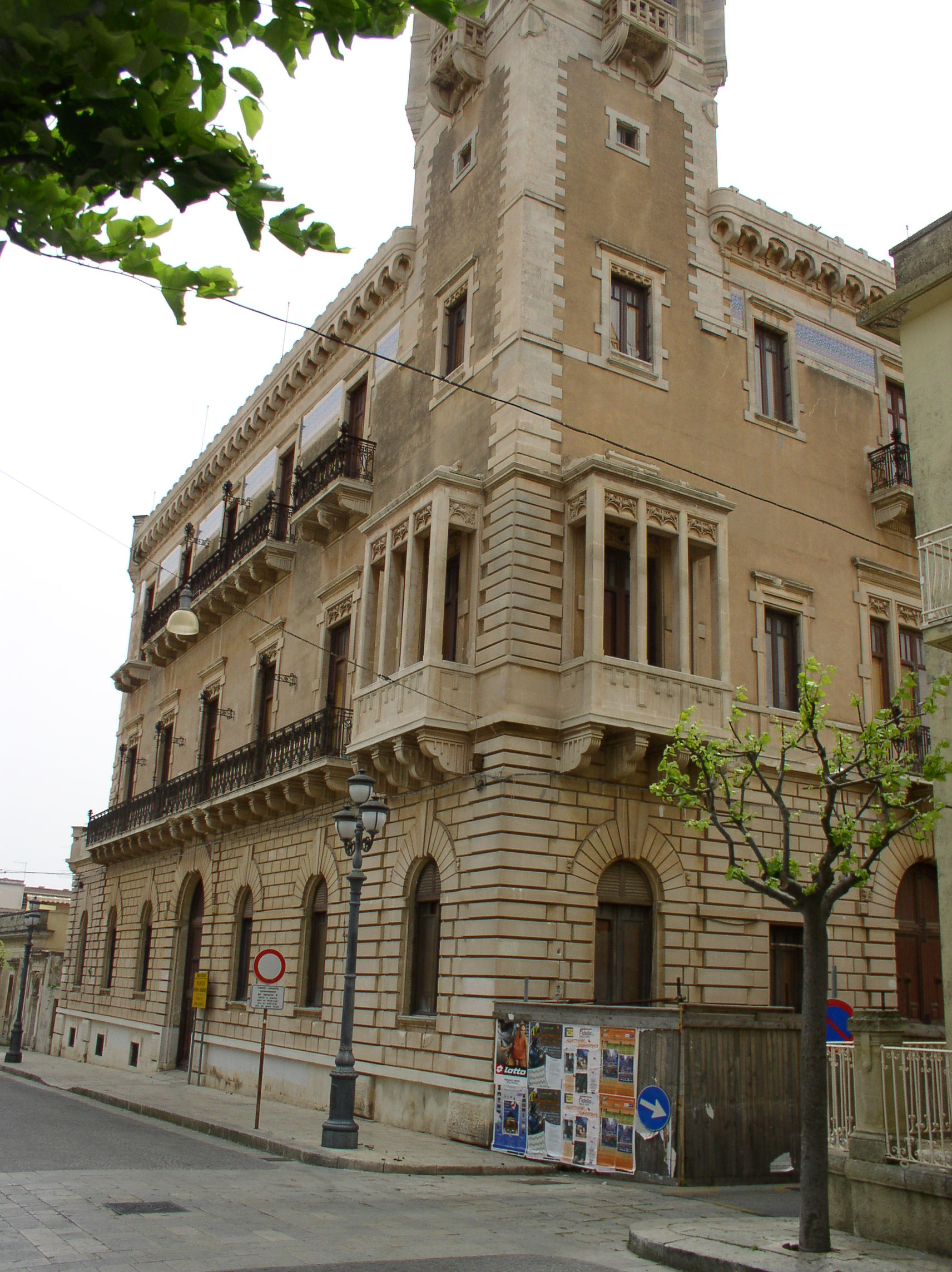
palazzo comunale
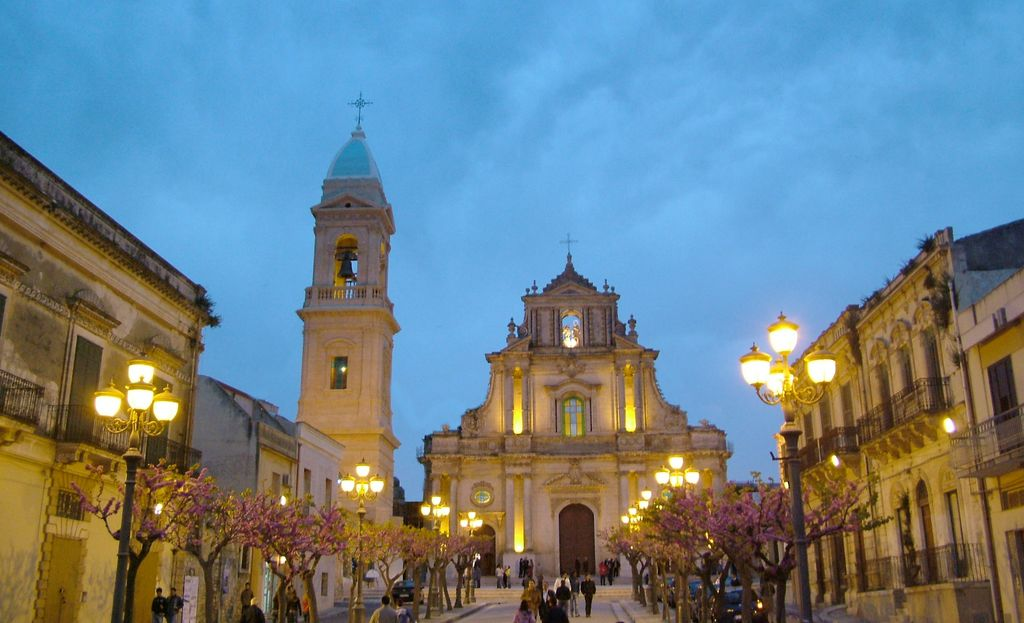
Városrészlet
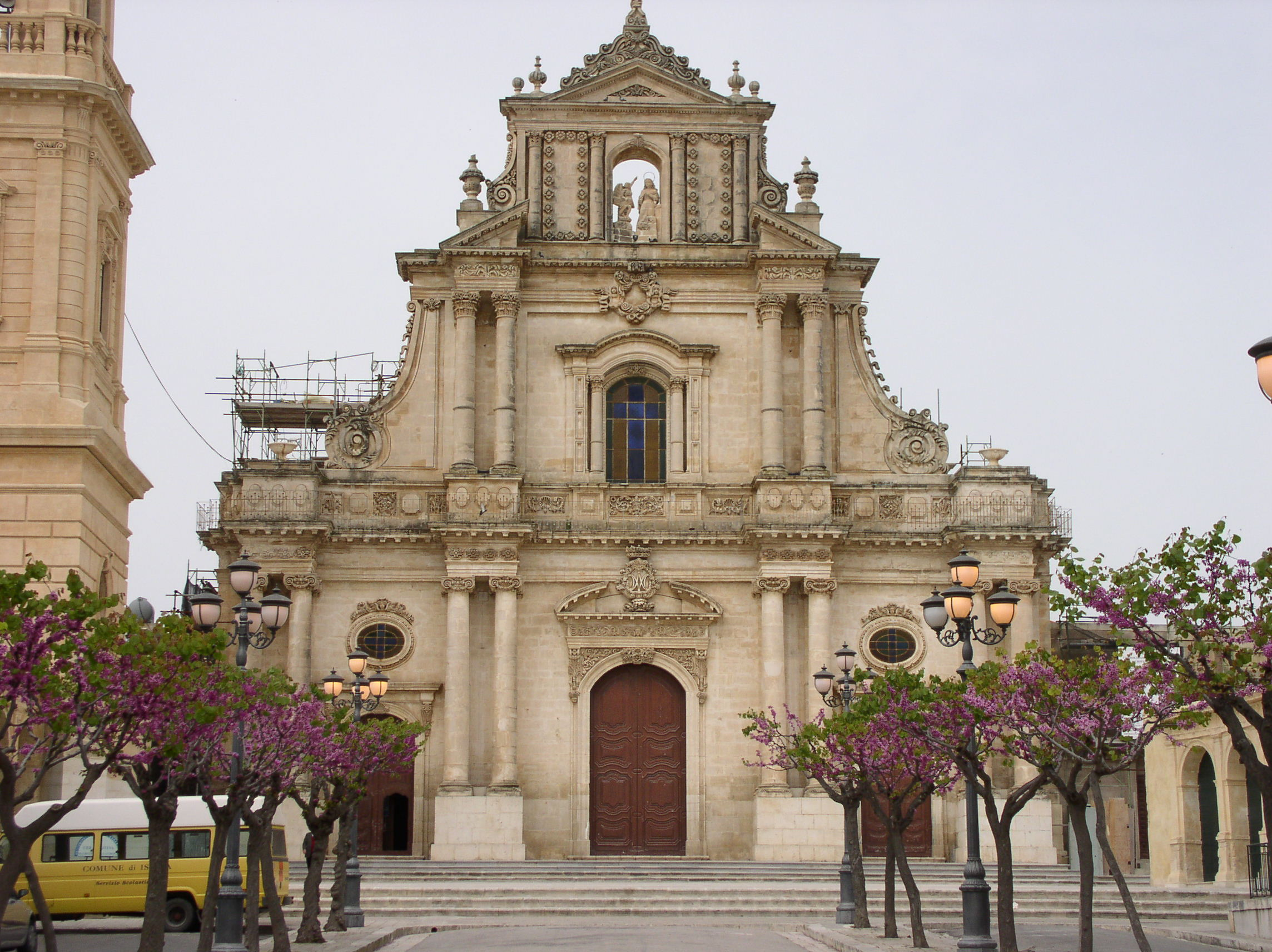
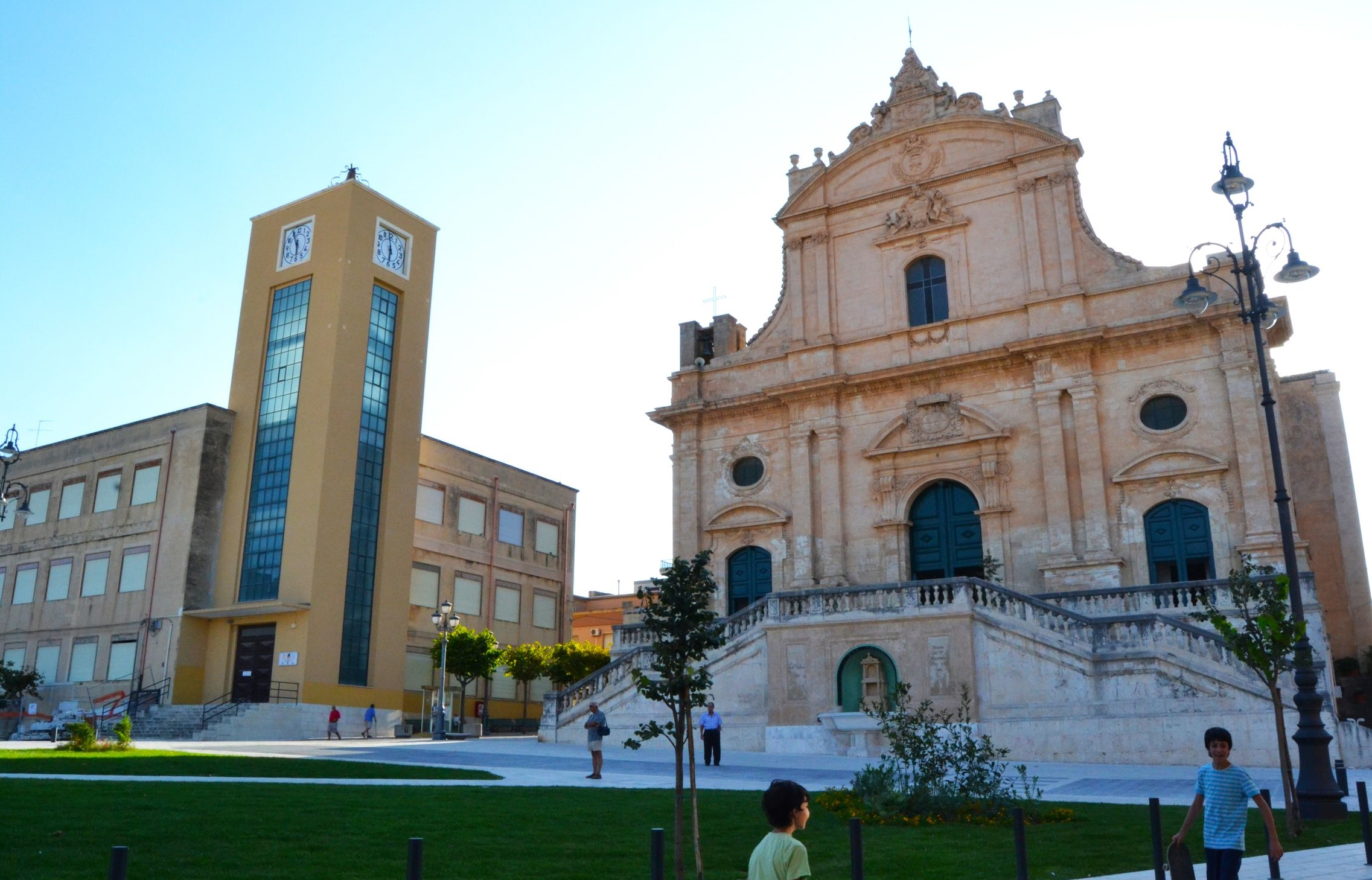
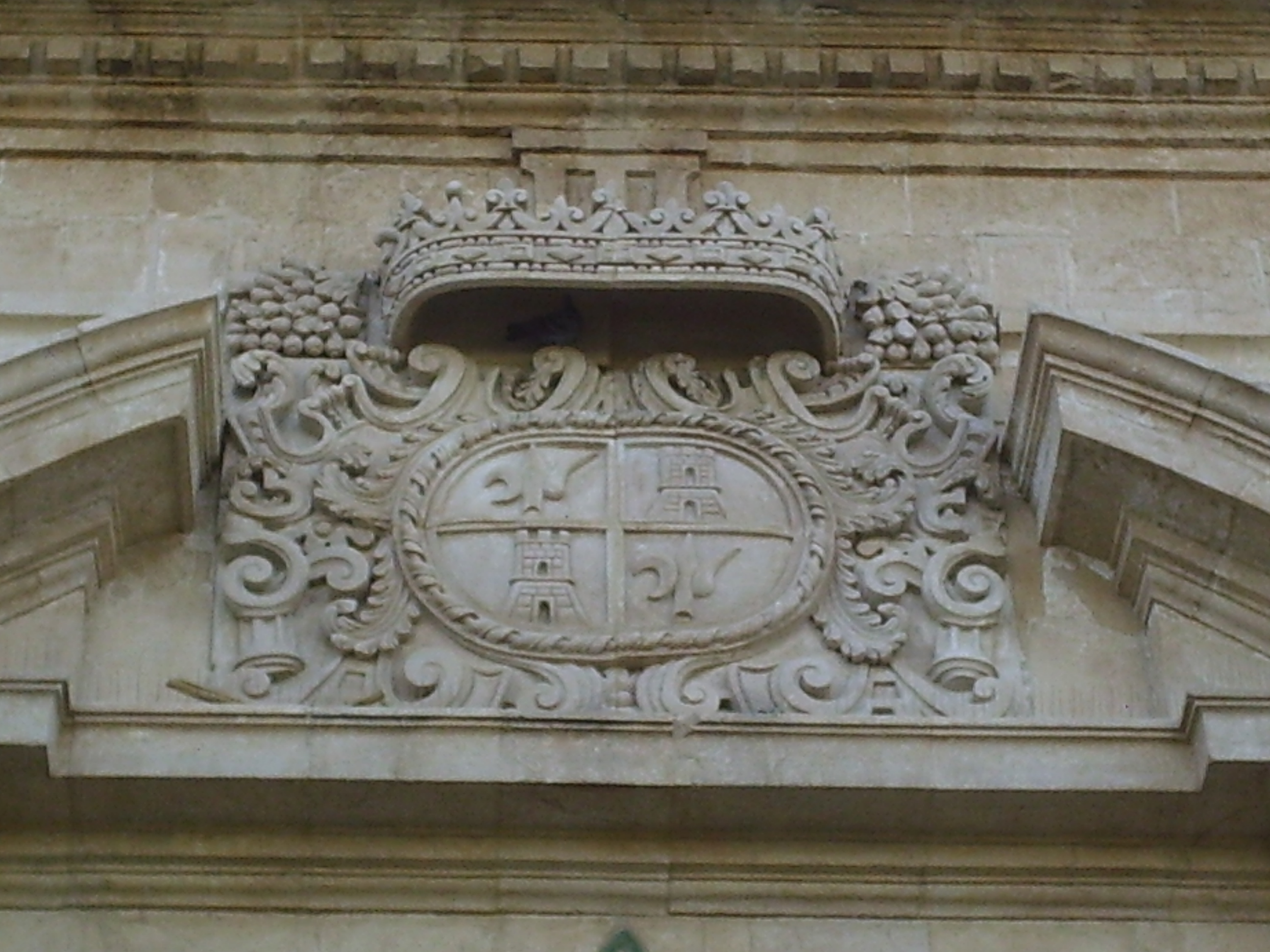
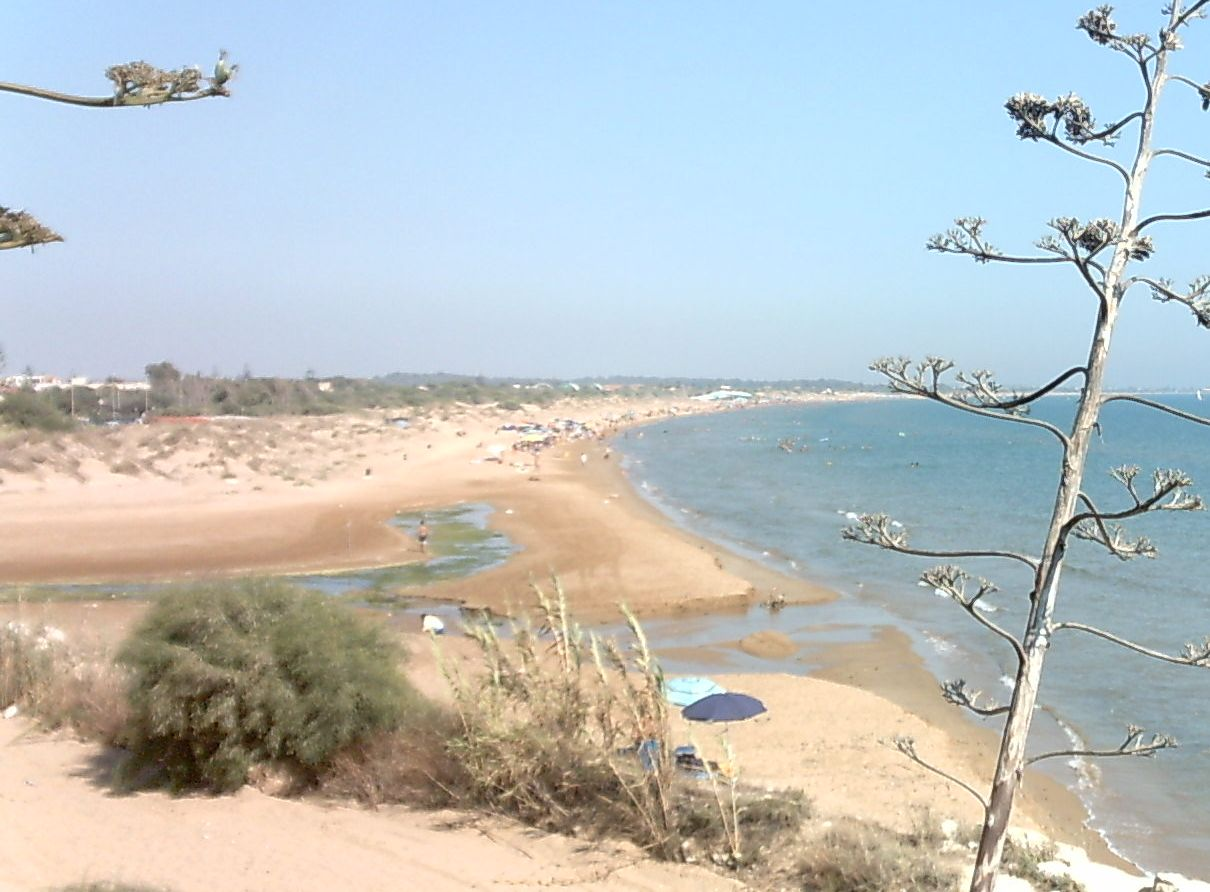
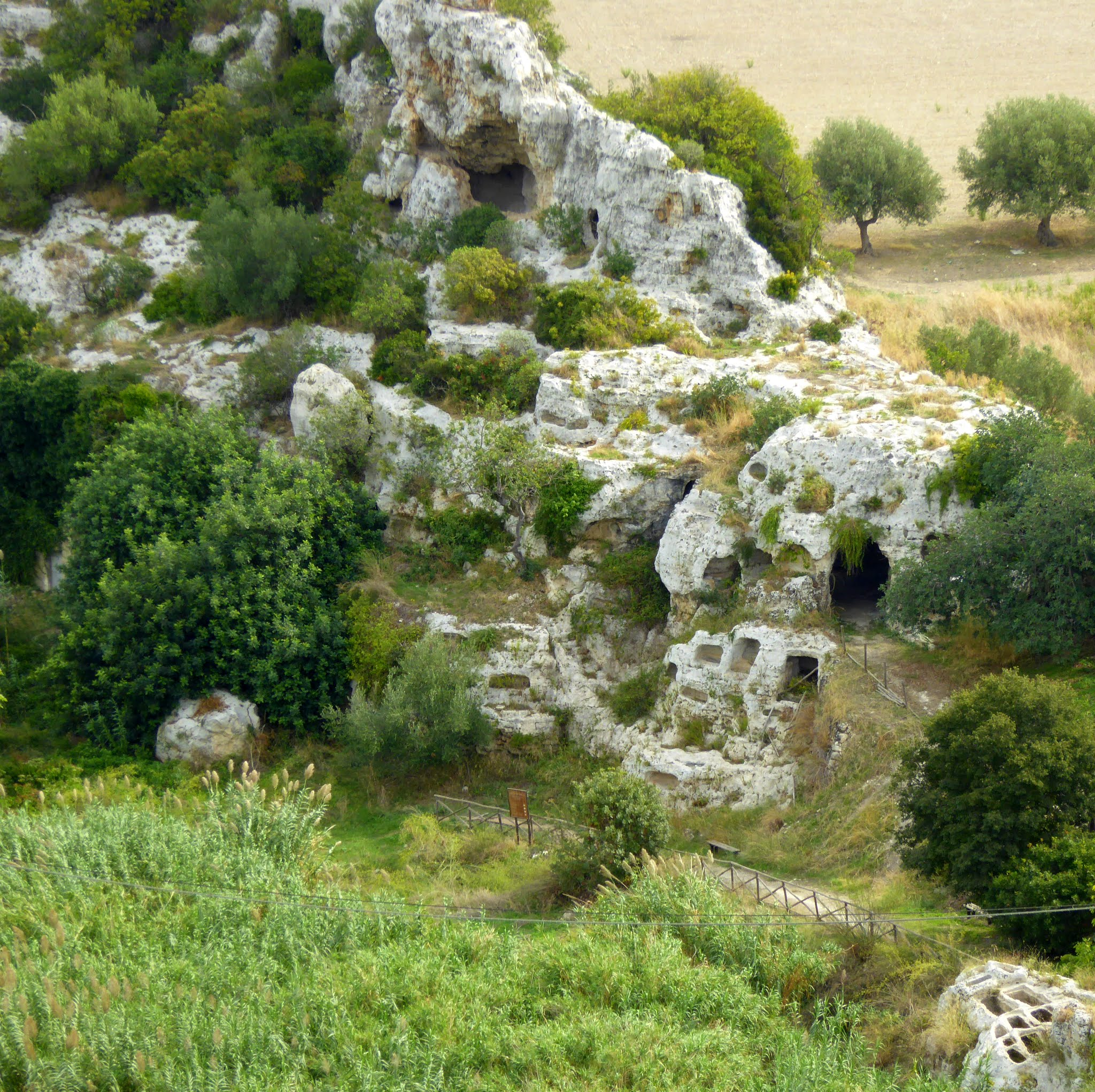

## Cava d'Ispica szurdok

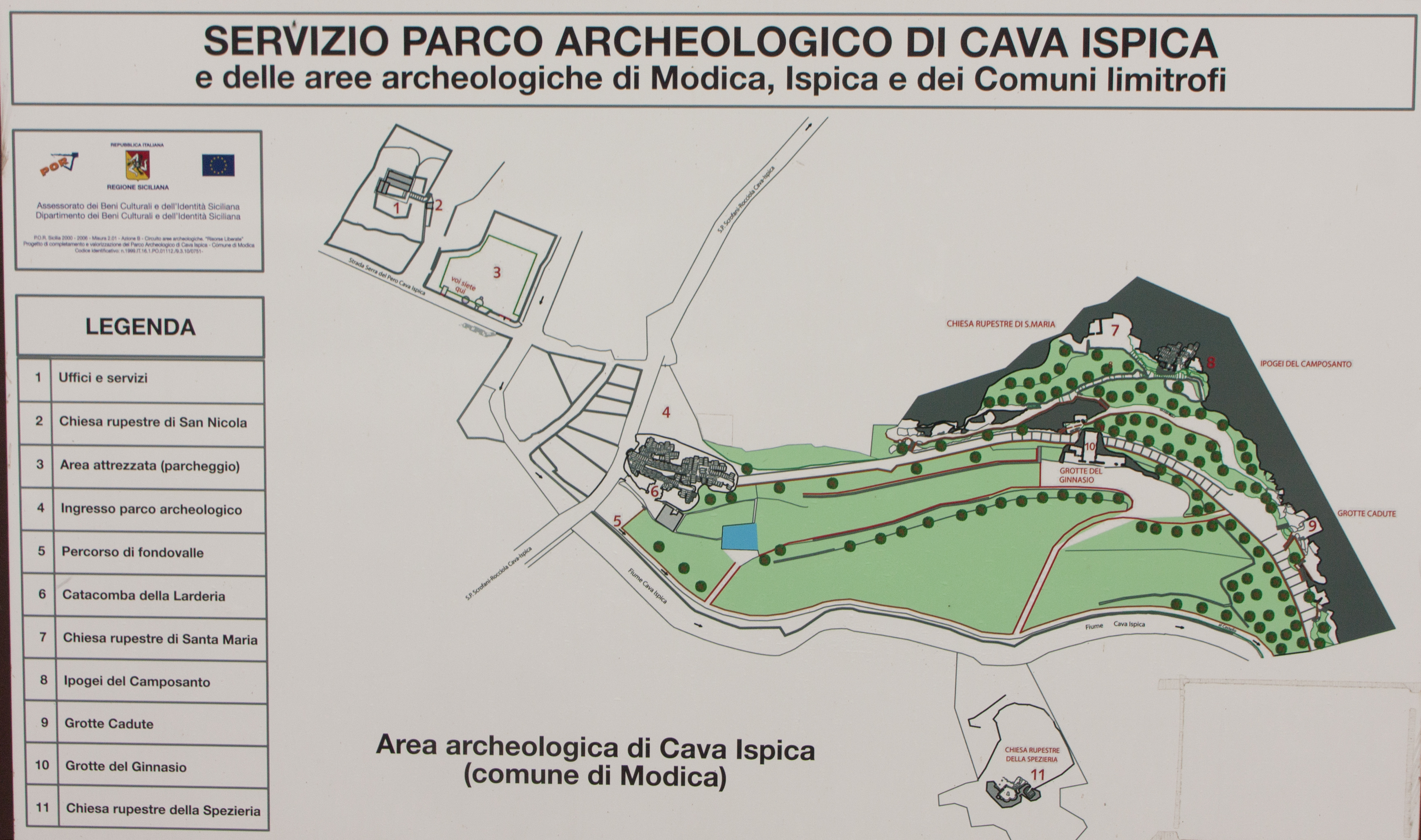
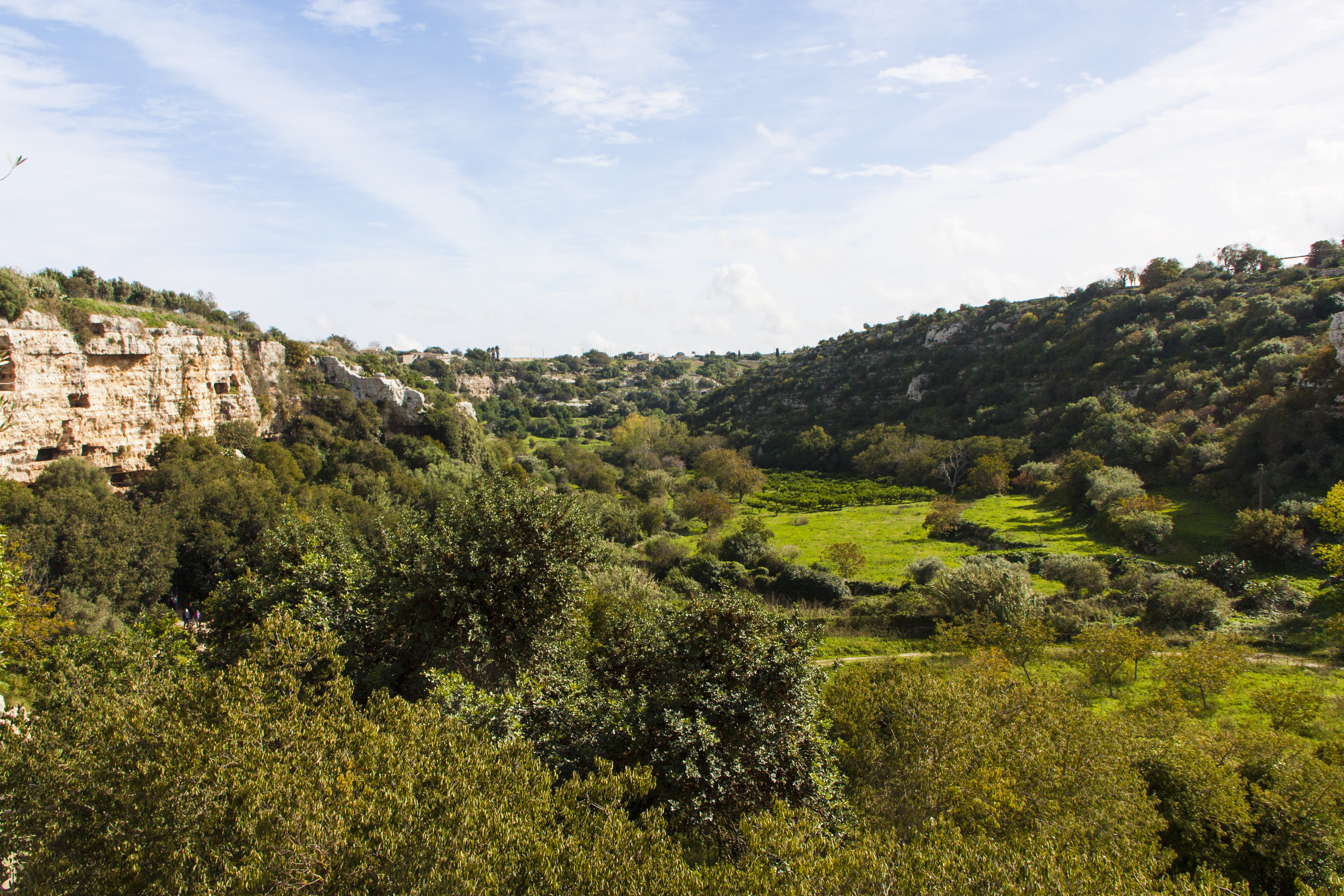
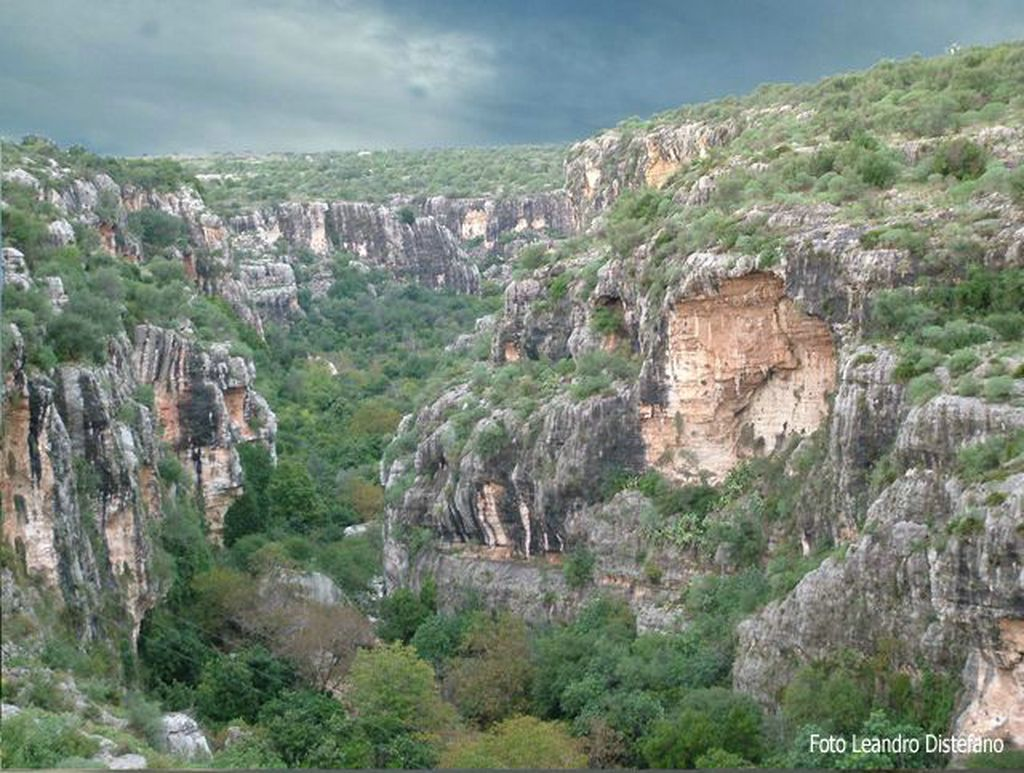
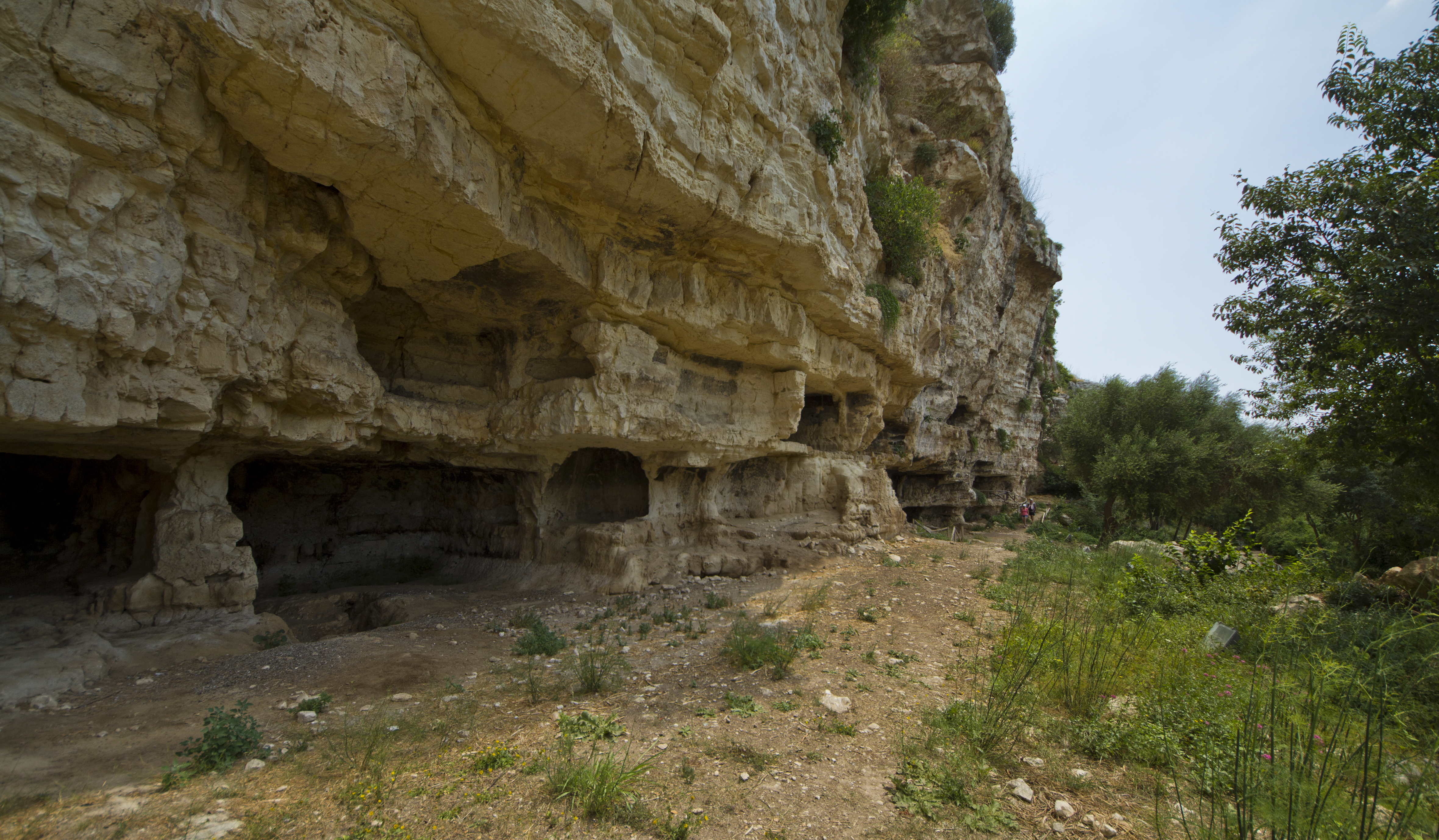
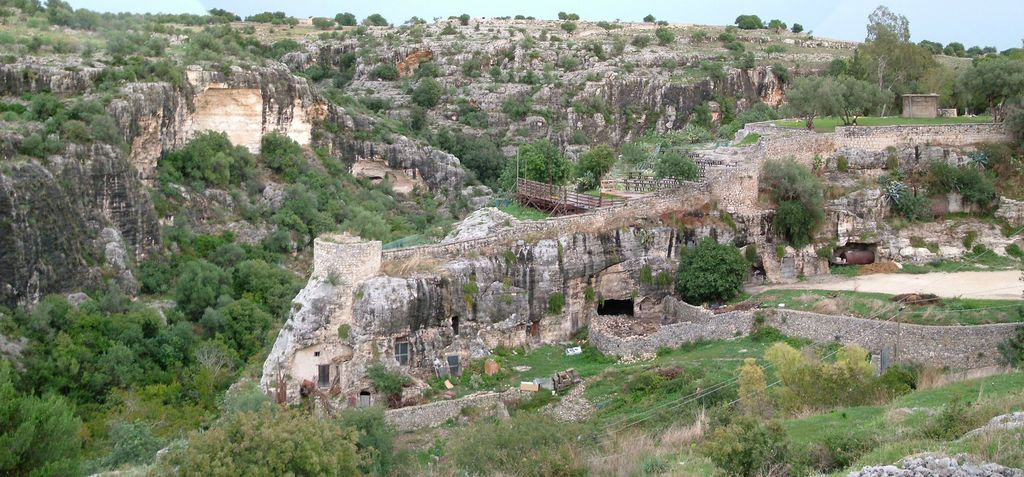
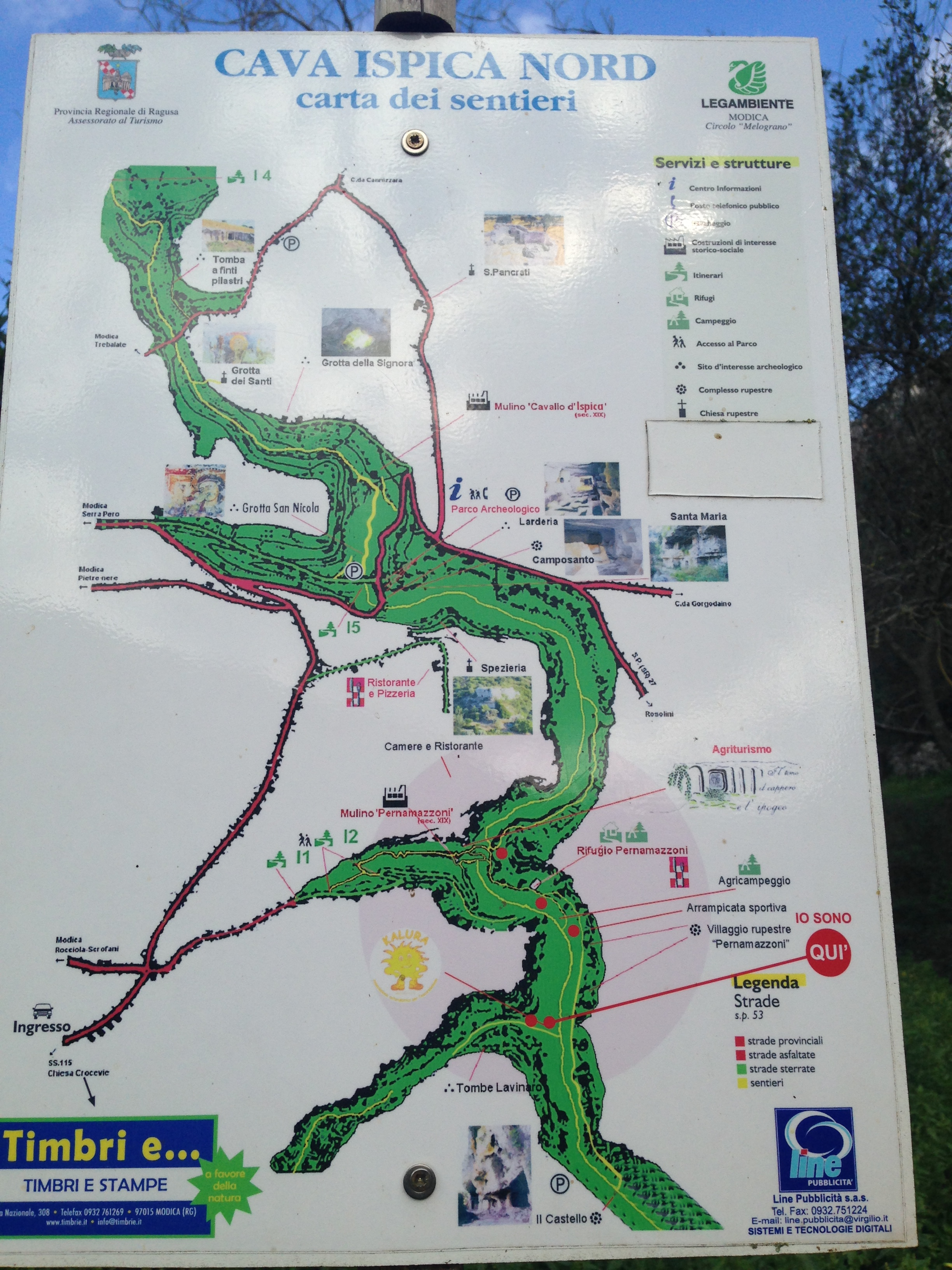
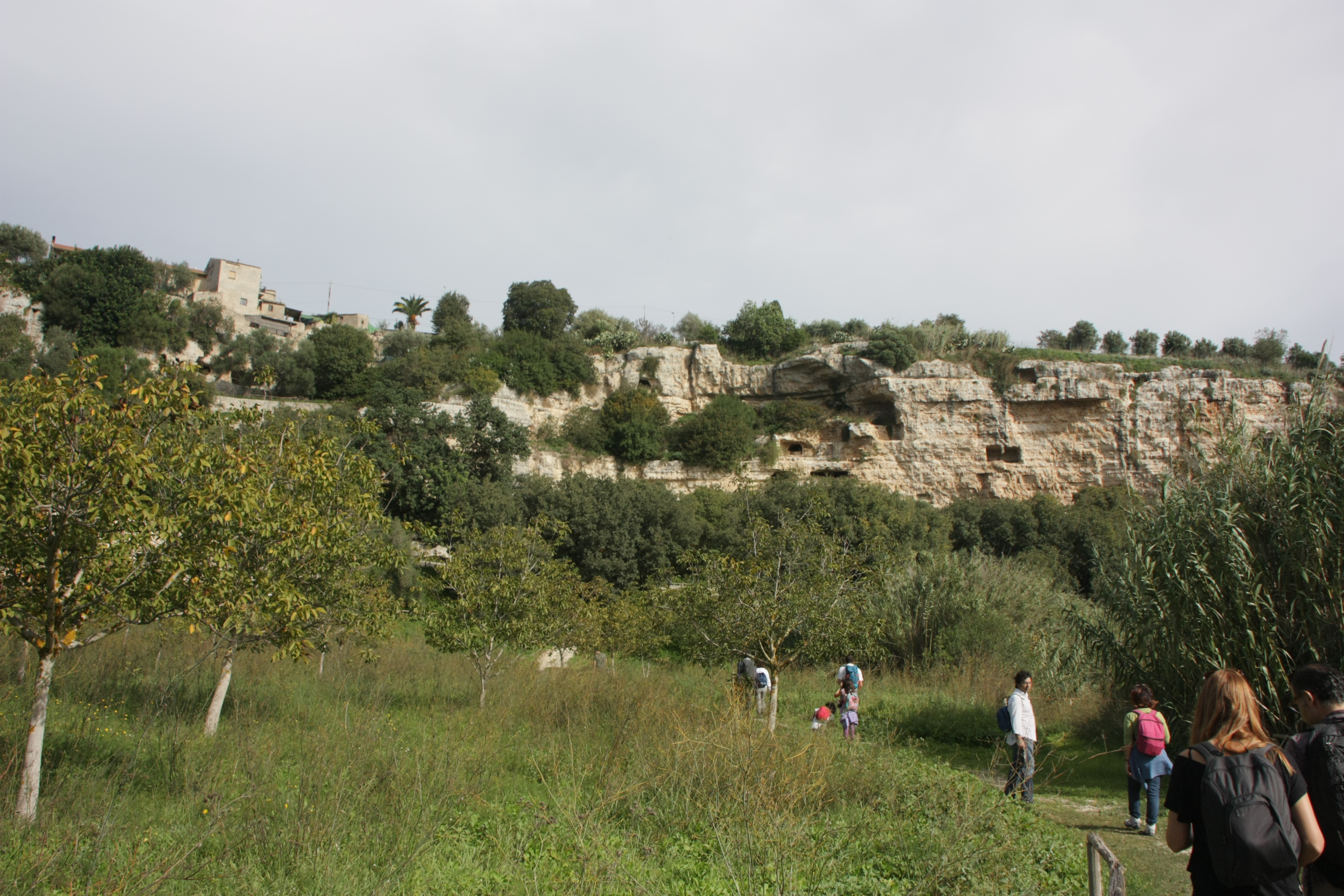
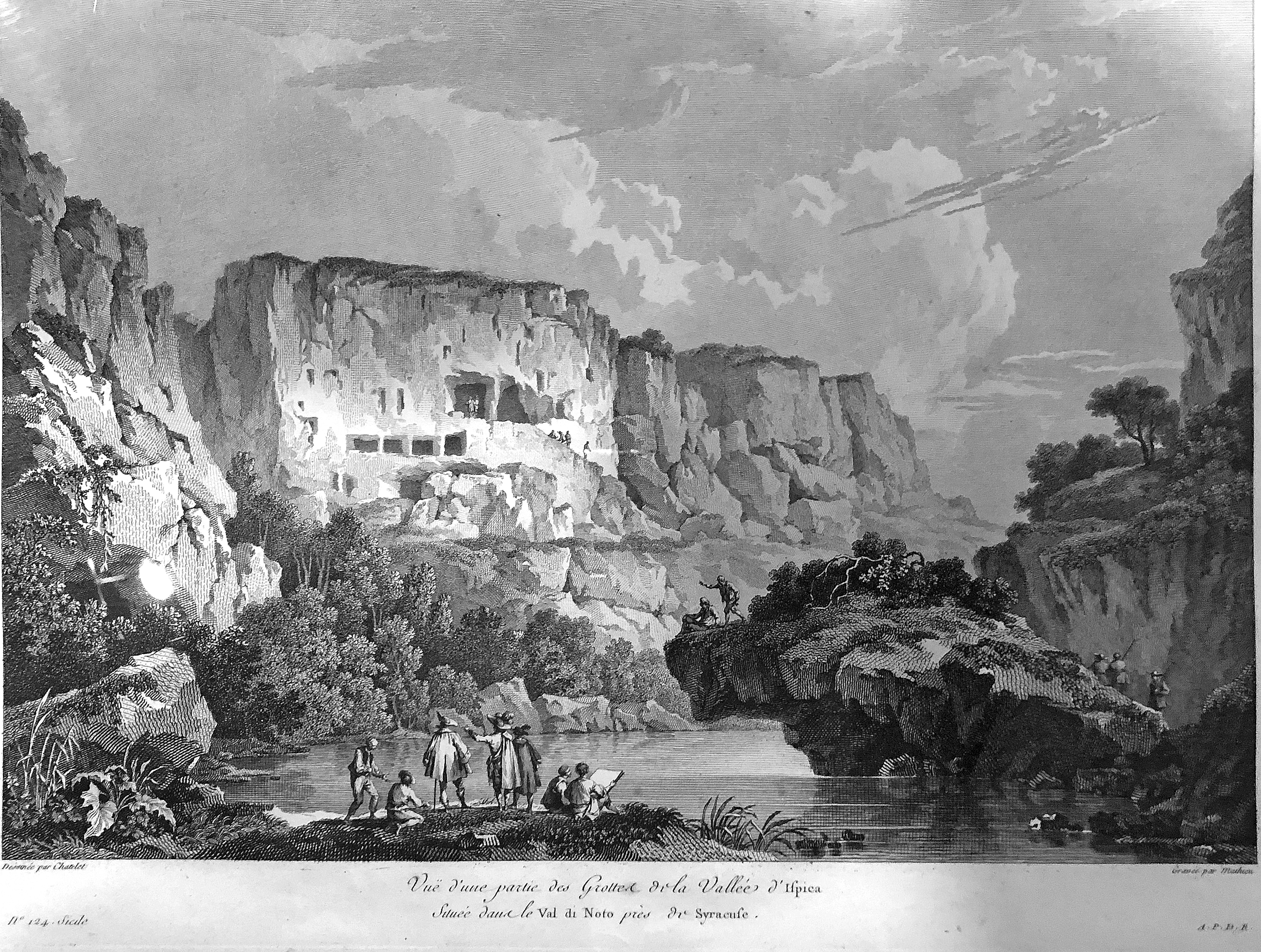
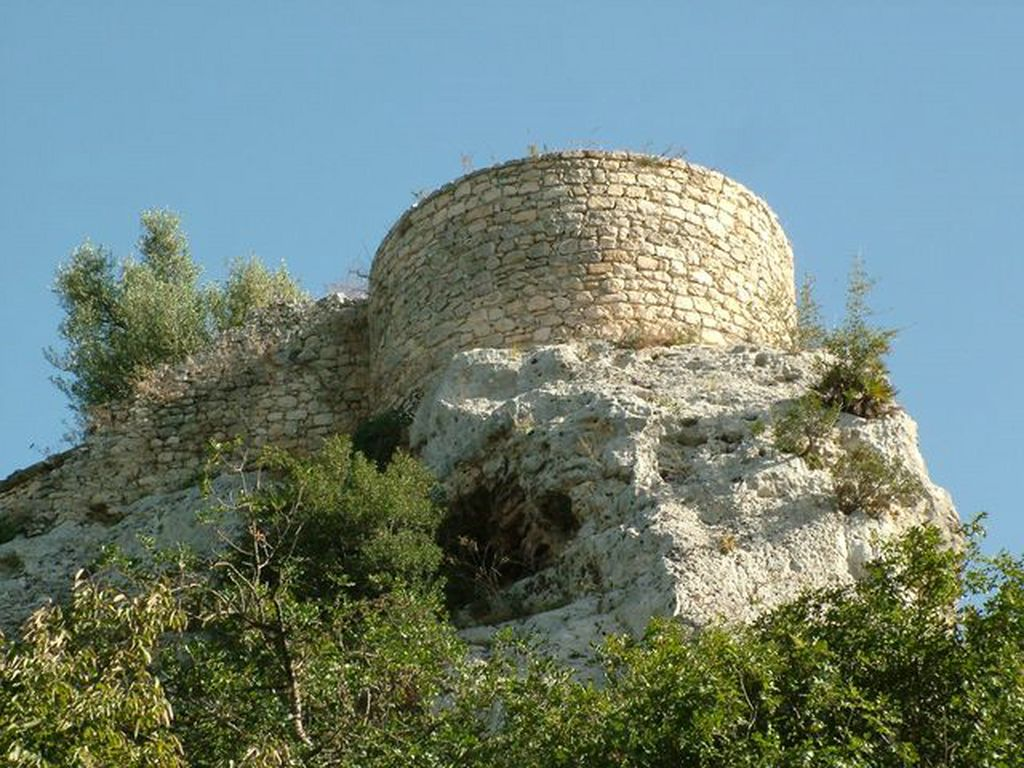
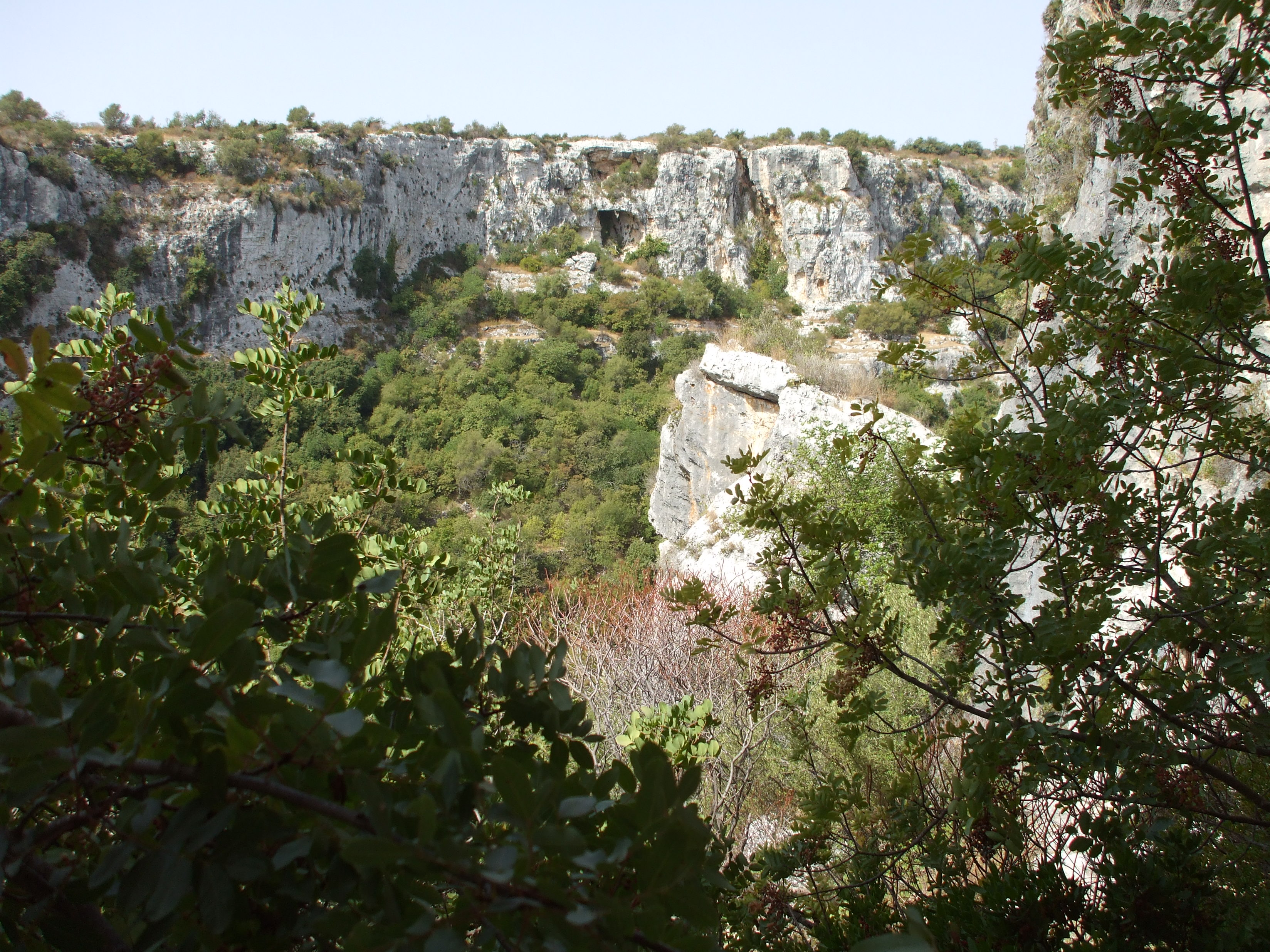
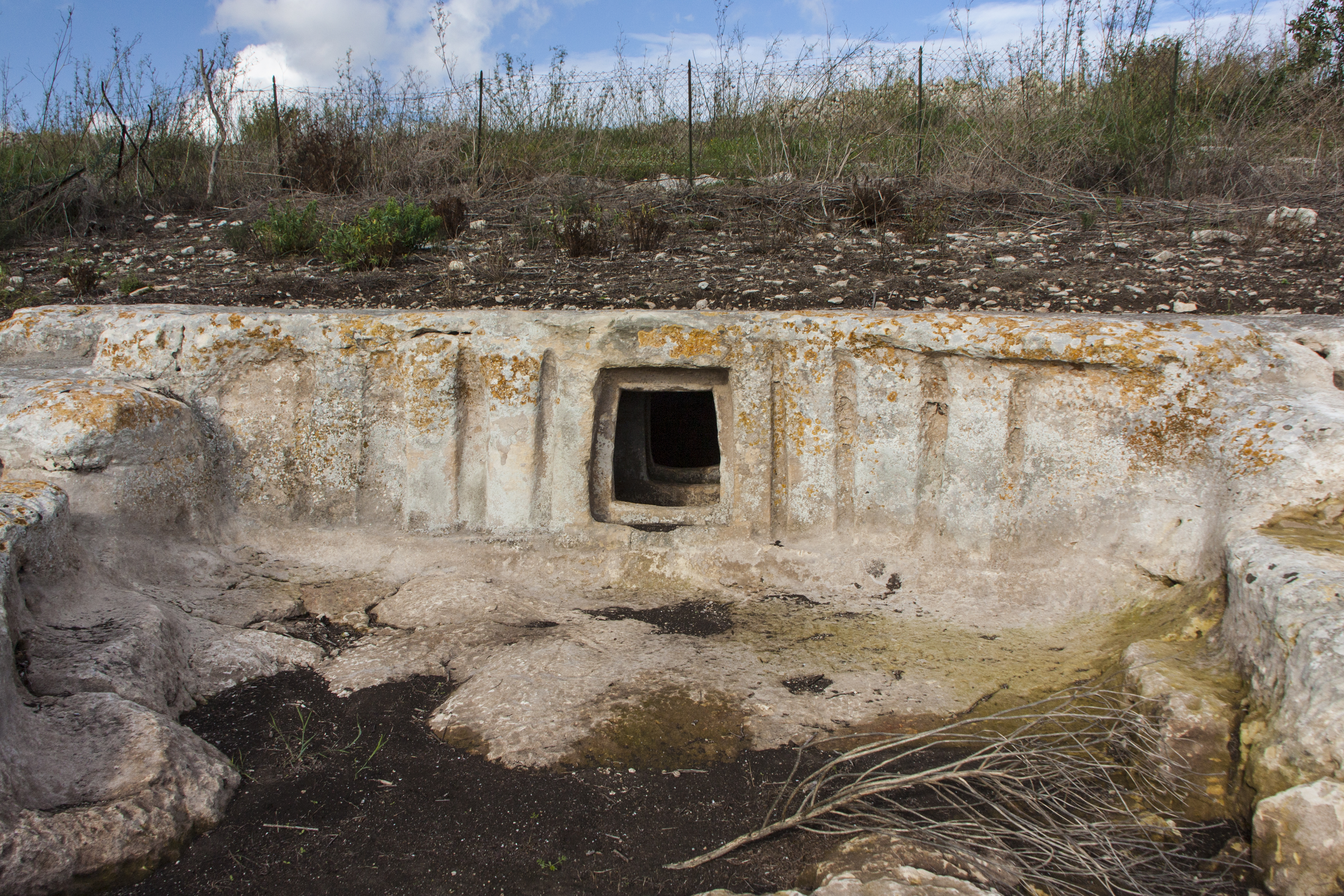
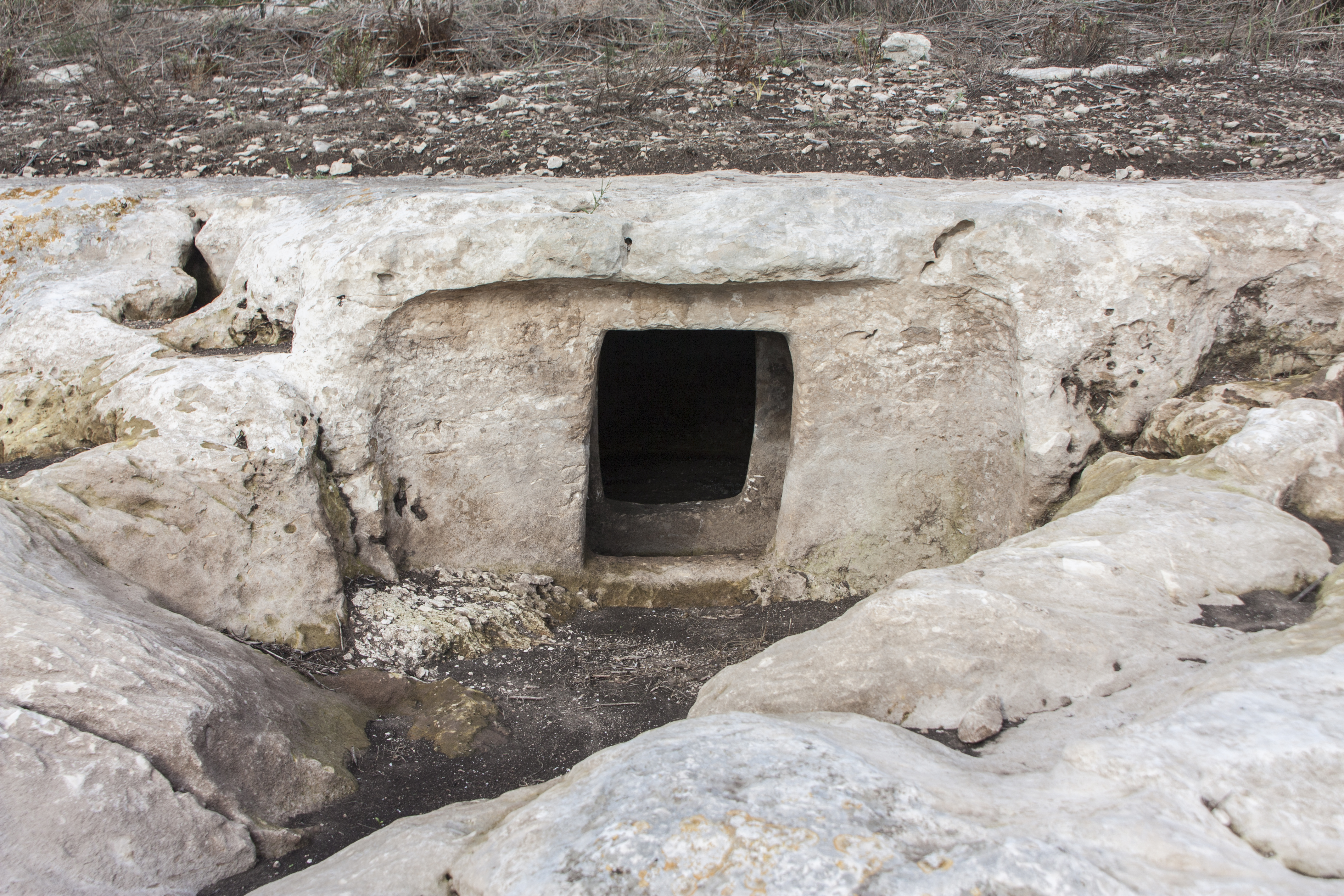

## Népesség
A település lakossága az elmúlt években az alábbi módon változott:
| Lakosok száma | 16 239 | 16 307 | 16 253 |
|               | 2017   | 2018   | 2023   |